# Sandnes Ulf
Sandnes Ulf är en norsk fotbollsklubb från Sandnes, Rogaland. De spelar 2022 i OBOS-ligaen, den näst högsta divisionen i Norge. Sandnes Ulf är den största fotbollsklubben i Sandnes, och spelar sina hemmamatcher på Øster Hus Arena. 